# Zlatý máj (časopis)
Zlatý máj byl časopis, který se specializoval na literaturu určenou pro děti a mládež v letech 1956–1997. Vznikl jako měsíčník, v devadesátých letech se stal dvouměsíčníkem a v posledních třech letech jeho vycházení čtvrtletníkem. Pravidelně začal vycházet od října 1956 a přijal název inspirovaný jednou ze sbírek veršů od Josefa Václava Sládka.

## Obsah časopisu
Periodikum se zaměřovalo převážně na teorii a literárně-historický výzkum literatury s dětským aspektem. Mezi autory odborných studií a článků s touto tematikou patřili například Marie Bieblová, Vladimíra Frýbová, Otakar Chaloupka, Vladimír Nezkusil, Josef Polák, Naděžda Sieglová, Zdeněk Karel Slabý, Vladimír Stanovský. Literatuře pro děti a mládež se věnovaly také texty publicistického charakteru, eseje, polemiky a fejetony (např. Lubomíra Vaculíka), rozhovory nebo ankety (v roce 1959 se konala rozsáhlá mezinárodní anketa, která otevřela možnosti spolupráce Zlatého máje s autory ze zahraničí).
V časopise Zlatý máj byly pravidelně publikovány informace reflektující periodika pro mládež, výstavy dětských knih, nakladatelské praktiky, ocenění nebo výročí. Značná část článků a recenzí byla věnována diskusím o ilustracích, stejně jako širším otázkám umění, folklóru, divadla, filmu, rozhlasu a dalších médií zaměřených na mládež. Jednotliví autoři byli prezentováni prostřednictvím pedagogických výkladů, didaktických analýz beletristických děl s důrazem na využití ve výuce, ukázek z jejich tvorby, portrétů nebo hesel v literárním slovníku.
Mnohé studie (Jaroslav Foglar a Vladimír Nezkusil) se zaměřovaly na významné postavy dětské literatury. Zabývaly se specifickými otázkami genologie a jednotlivých literárních žánrů – příkladem byli Miroslava Genčiová a Milan Jurčo. Existovaly i práce, které se věnovaly literárněhistorickým tématům – byly to texty Jaroslava Voráčka, Otakara Chaloupky a Ondreje Sliackeho. Některé studie pak zkoumaly otázky literární komunikace, zejména recepce (Jana Marhounová a Otakar Chaloupka).
Významnou obsahovou součástí časopisu Zlatý máj, zejména v 60. letech, byla recenzní sekce zabývající se cizojazyčnou dětskou literaturou a zahraničními teoretickými pracemi. Autorsky ji tvořili zejména Ilona Borská, Marie Černá a Jan Červenka. Na formování obsahu časopisu se podíleli i zahraniční autoři, mezi něž patřili Marcello Argilli, Michel Butor, Klaus Doderer a další. Zlatý máj se v období 60. let stal jedním z klíčových center koordinujících výzkum v oblasti dětské literatury v Evropě, toto postavení si udržoval i v následujících desetiletích.
Počínaje rokem 1964 byla v každém vydání zahrnuta bibliografie článků zabývajících se uměleckou tvorbou pro mládež, redigoval ji Miroslav Halík. Byly přidávány bibliografické přílohy s přehledy nově vydaných českých knih pro děti a mládež. V 90. letech začaly nabývat výraznější podoby pravidelné rubriky sekce "Spisovatelé o sobě a o svém díle" a profilové rubriky "Naše téma".
V časopise Zlatý máj byl v letech 1972 a 1973 publikován Slovník slovenských spisovateľov pre deti a mládež, od roku 1977 pokračovalo jeho vydávání pod názvem Zo Slovníka slovenských autorov pre deti a mládež. V období 1971 až 1976 vycházela také rubrika Mezinárodní slovník spisovatelů dětské literatury.

## Cílová skupina
Zlatý máj představoval periodikum primárně zaměřené na odborníky, literární kritiky a historiky. Zejména na ty, jež byli odborníky na dětskou literaturu. Nicméně se také otevíral potřebám vzdělávací praxe a oslovoval širší okruh studentů a učitelů pedagogických fakult, stejně jako pedagogů na středních a základních školách. Profil časopisu odrážel proměny dobového společenského klimatu, začínaje pokultovními osvětovými iniciativami, přes více liberálního ducha šedesátých let a přeceňování významu literatury pro politickou výchovu během doby normalizace (materiály a projevy z ustavujícího sjezdu Svazu českých spisovatelů ročníku 1972, propagandistické stati Jaroslava Beránka a výběr starších marxistických textů v oblasti estetiky a literární teorie s názvem "Tradice a současnost" ročníku 1975) až po období uvolnění v devadesátých letech. I přes tyto změny si Zlatý máj neustále kladl za cíl emancipaci literatury pro děti a mládež, což znamenalo jak ocenění jejího významu v rámci národních literatur, tak i snahu o její kritické zhodnocení a literárněhistorické a literárněteoretické zařazení.

## Historie časopisu

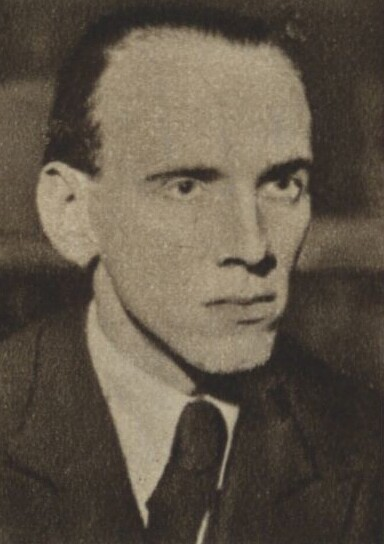
František Hrubín

### Vznik
Časopis vznikl s podporou Františka Hrubína, který také napsal úvodní programový článek a v počátečních letech vedl redakční radu. První vydavatelství, jež časopis vydávalo, bylo Svaz československých spisovatelů (1956–65), následně se přesunul pod Kruh přátel dětské knihy v roce 1966, o rok později pod Státní nakladatelství dětské knihy (SNDK), které se v roce 1969 přejmenovalo na Albatros. Od roku 1970 se Albatros stal spoluvydavatelem Zlatého Máje s nakladatelstvím Mladé letá v Bratislavě. Do roku 1973 ještě s účastí Společnosti přátel knihy pro mládež (SPKM) a od roku 1992 s československou sekcí IBBY – Mezinárodního sdružení pro dětskou knihu.
Periodikum Zlatý máj však nebylo první své doby, nepřímo navazovalo na již publikované a zaniklé časopisy s podobnou tematikou. Na konci devatenáctého století existoval časopis Úhor (kritický měsíčník věnovaný literatuře pro mládež, 1913–1944), který měl podobnou koncepci, avšak závisel na tehdejších podmínkách vývoje literatury pro děti. Postupem času se stal periodikem zaměřeným na učitele a nakonec zanikl. Krátce po druhé světové válce bylo vydáno několik ročníků časopisu Štěpnice (první ročník časopisu pro kritickou reflexi umělecké, především však literární tvorby pro mládež, 1946–1952), který však prošel změnou směru od kritického zaměření k pedagogizaci, což vedlo taktéž k jeho zániku. 

### První ročník časopisu
První ročník Zlatého máje hledal svou identitu. Redakce se zaměřila na autorské zpovědi, jubilejní články a ukázky tvorby. Diskuse o dobrodružné literatuře pro mládež podnítila nový zájem o tuto četbu. Od druhého ročníku se akční radius časopisu rozšířil pod novým vedením, získal široký kádr autorů a kritiků, a začal mapovat i světové literární události.
Z obsahu prvního čísla:
- J. Seifert: Šípková růže, Rozhovor
- F. Hrubín: Imaginární monolog
- J. Poliak: Oprávnená spokojnost?
- M. Sedloň: O některých problémech románu pro dívky
- I. Kupec: Príklad Luda Ondrejova
- J. Pečírka: Kresby – Jiřího Trnky

Obálka a úprava: Milan Hegar

### Zánik časopisu
V období přelomu tisíciletí česká literatura pro děti a mládež prošla významnými změnami. Byla ovlivněna živelností tržního přístupu ke kultuře, což vedlo k zániku Zlatého máje a úpadku činnosti české sekce IBBY – organizace, která udržovala propojení české literatury pro děti a mládež se světem a dbala na její mezinárodní renomé.
V roce 1993 se vedoucí redaktor slovenské části časopisu Zlatý máj, Ondrej Sliacky, snažil udržet časopis jako spojení mezi českou a slovenskou literaturou pro děti. Situace se však rychle změnila. Český Zlatý máj prošel složitými proměnami a finančními potížemi, což vyústilo v jeho definitivní zánik v roce 1997 po svém 41. ročníku a 391. čísle. Po zániku Zlatého máje se literárněvědná reflexe literatury pro děti a mládež ocitla v útlumu. Pro udržení jeho tradice vyšly později dva sborníky stejného jména publikované v letech 1999 a 2000, ale k bývalé pravidelnosti se již nenavrátil. Roli Zlatého máje převzal brněnský časopis Ladění (původně Zpravodaj Ústavu literatury pro mládež) v roce 1990, vzniklý na Pedagogické fakultě MU. Po vydání dvou dvojčísel ale Ladění přestalo vycházet a časopis taktéž zanikl v roce 2011.
Spolu s Laděním vznikla i nadace Zlatý fond české literatury pro děti a mládež a od roku 1992 se začala udělovat cena nejlepším knihám pro děti Zlatá stuha.